# Melassekatastrophe von Boston

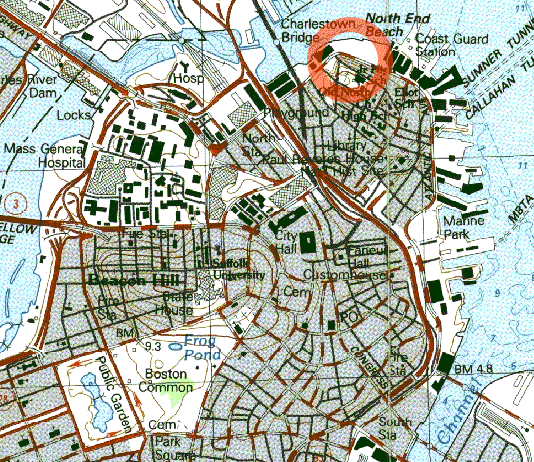
Lage des Unglücksortes im Bostoner Stadtgebiet

Bei der Melassekatastrophe von Boston am 15. Januar 1919 barst ein mit Melasse gefüllter Tank, worauf sich sein Inhalt als ein bis zu neun Meter hoher Schwall über die Bostoner Innenstadt ergoss. 21 Menschen verloren ihr Leben.

## Vorgeschichte

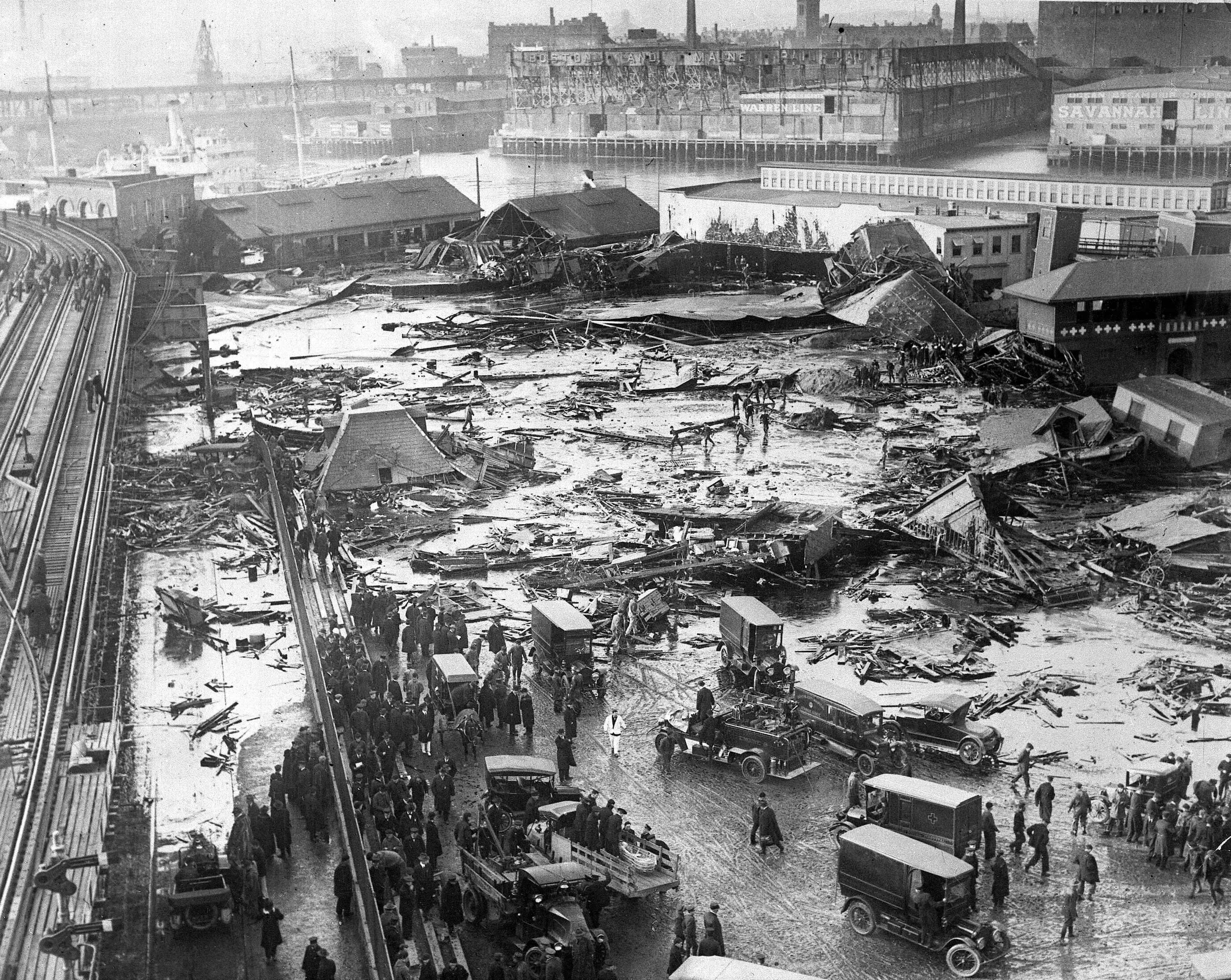
Zerstörungen vor der Marinewerft von Charlestown

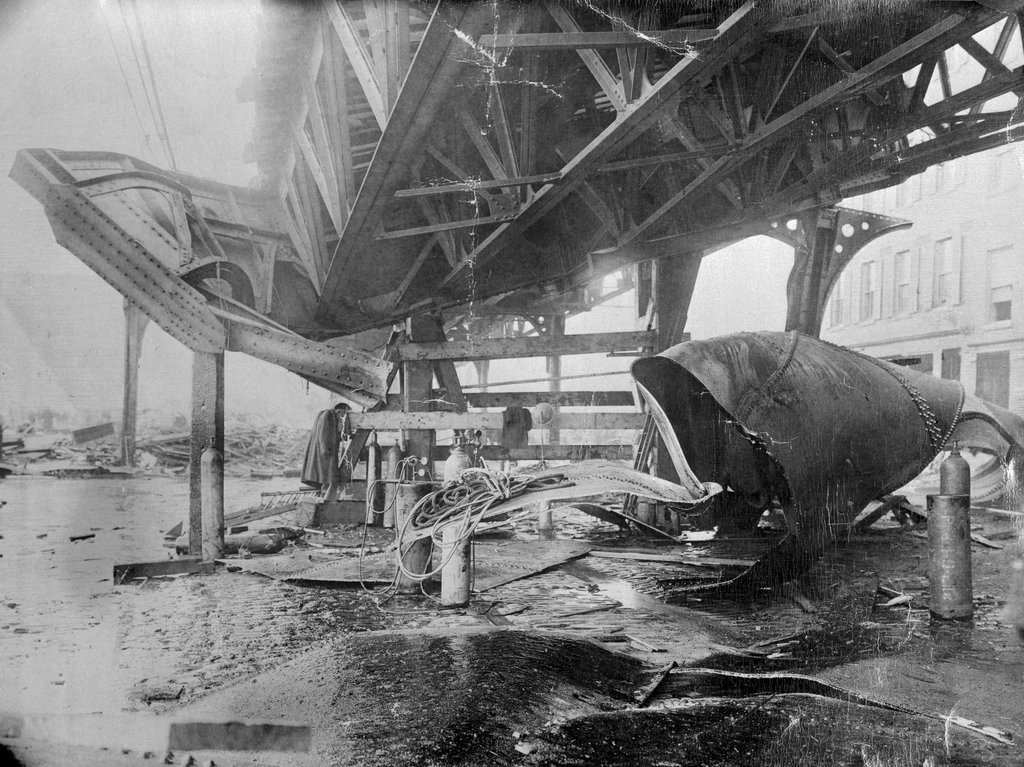
Die von Trümmerteilen des Tanks zerstörte Hochbahnstrecke

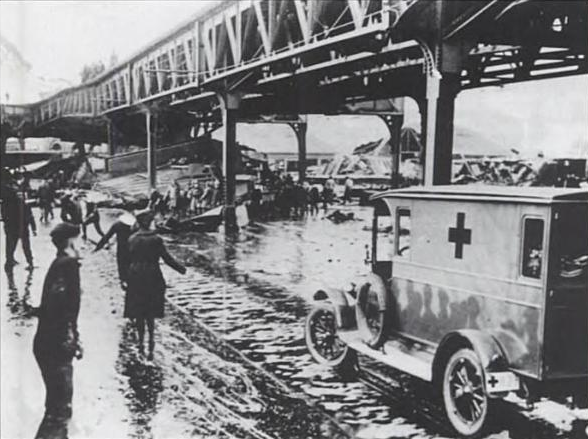
Rettungskräfte inmitten der verklebten Straßen

Boston war zu Beginn des 20. Jahrhunderts ein Zentrum der Schnapsbrennerei, insbesondere der Herstellung von Rum. Die wichtigste Grundlage für die Herstellung von Rum ist Melasse, die im ganzen Stadtgebiet in großen Tanks gelagert wurde. Der Unglückstank gehörte der staatlichen United States Industrial Alcohol Company und befand sich im Stadtteil North End. Er hatte 27,4 Meter (90 Fuß) Durchmesser und war 15,2 m (50 ft) hoch, was ein Volumen von etwa 9.000 m³ (9 Millionen Liter) ergibt.
Der Tank wies bauliche Mängel auf und wurde nicht angemessen gewartet. Beispielsweise wurden Lecks nicht repariert. Stattdessen hatte der für die Überwachung zuständige Mitarbeiter den Tank braun (also melassefarben) anstreichen lassen, damit die undichten Stellen nicht auffielen.

## Verlauf der Katastrophe
Nach einer Melasselieferung aus Puerto Rico war der Tank am 15. Januar 1919 komplett gefüllt. Dabei war die Lufttemperatur rasch von −14 °C am Vortag auf +5 °C am Unglückstag gestiegen. Dies beschleunigte die im Tank ablaufenden Fermentationsprozesse und erhöhte den Druck auf seine Außenhülle.
Dem ansteigenden Druck waren gegen 12:30 Uhr die Niete an den Nahtstellen des Tanks nicht mehr gewachsen, worauf die Nähte schlagartig aufplatzten. Eisenteile des geborstenen Tanks flogen bis zu 200 Meter weit. Gleichzeitig ergoss sich der vollständige Tankinhalt in Form einer bis zu neun Meter hohen Sirupwelle mit bis zu 50 km/h in die Bostoner Innenstadt. Dabei wurden 21 Menschen getötet und 150 verletzt. Zahlreiche Gebäude wurden bis auf die Fundamente zerstört, ein großes Trümmerstück brachte einen Teil der Trasse der Atlantic Avenue Elevated zum Einsturz.
Obwohl Rettungskräfte rasch und zahlreich vor Ort waren, gestalteten sich die Rettungsarbeiten schwierig, da sich Menschen und Fahrzeuge in dem klebrigen Sirup nur schwer fortbewegen konnten. Erst sechs Monate später waren die Straßenzüge und Gebäude vollständig gereinigt. Dazu wurden mehrere Millionen Liter Salzwasser aus dem Hafenbecken gepumpt, da sich die Melasse mit Süßwasser kaum entfernen ließ.
Die Sachschäden beliefen sich auf insgesamt 600.000 Dollar, was – je nach gewählter Bezugsgröße (Verbraucherpreisindex, BIP-Deflator, Löhne/Gehälter für Ungelernte, Löhne/Gehälter für Mitarbeiter in der Produktion, nominales Bruttoinlandsprodukt (BIP) pro Kopf oder relativer Anteil am BIP) – im Jahr 2012 einem Wert zwischen 6 Mio. und 120 Mio. Dollar entsprach.

## Juristische Aufarbeitung
Die United States Industrial Alcohol Company führte das Unglück zunächst auf einen Bombenanschlag zurück. In einem sechsjährigen Prozess wurde jedoch festgestellt, dass ausschließlich die strukturellen Schwächen des Tanks (wie zu dünne Stahlplatten) für das Unglück ursächlich waren (ebenso fand man heraus, dass der Chef der USIA keine Baupläne lesen konnte). Insgesamt zahlte die Firma etwa eine Million Dollar an die Geschädigten des Unglücks. Die Hinterbliebenen der Opfer erhielten eine Einmalzahlung von jeweils 7000 Dollar, was je nach Bezugsgröße (siehe oben) heute ca. 70.000 bis 1,2 Mio. Dollar entspricht.